# Alphonse Pollot
Alphonse Pollot (ook Alfonso Pallotti) (Dronero, ca. 1602 − Genève, 8 oktober 1668) was een Italiaanse militair in Staatse dienst. Hij was premier gentilhomme de la chambre (eerste kamerheer) van stadhouder Frederik Hendrik en werd na diens dood de hofmeester van Amalia van Solms. Hij was een vriend en vertrouweling van de filosoof René Descartes en van prinses Elisabeth van de Palts. Door zijn bemiddeling kwam Descartes in contact met de prinses, met wie hij vanaf 1643 tot aan zijn dood in 1650 een beroemd geworden correspondentie heeft gevoerd.

## Levensloop
Alphonse Pollot werd rond 1602 geboren in het Noord-Italiaanse Dronero, dat destijds gelegen was in het markgraafschap Saluzzo in Piëmont. Zijn ouders Marc-Antoine Pollot en  Bernardina Biandra waren protestant. Toen zijn vader in 1620 overleed, verhuisde zijn moeder met haar zeven kinderen naar Genève om te ontkomen aan de vervolgingen door hertog Karel Emanuel I van Savoye. Eén of twee jaar later trokken Alphonse en zijn broer Jean-Baptiste (Giambattista) naar Nederland, waar zij dienst namen in het Staatse leger.
In 1629 verloor Pollot zijn rechterarm tijdens het Beleg van 's-Hertogenbosch. Dat belette hem niet om zijn militaire loopbaan voort te zetten. Toen kapitein Marquette op 22 juli 1632 tijdens het Beleg van Maastricht gewond raakte en op 1 augustus overleed, nam hij op 28 augustus 1632 het bevel van diens compagnie over. Op 11 januari 1633 werd hij officieel als kapitein aangesteld. Rond 1637 had Pollot contacten met Martinus Hortensius en Elia Diodati (1576-1661) over een voorstel van Galileo Galilei aan de Staten om de lengten op zee te meten. In 1638 behoorde hij tot het gevolg van de graaf van Solms. Op 21 juni 1638 werd hij door Spaanse troepen gevangengenomen in de Slag bij Kallo. Na zijn vrijlating heeft hij waarschijnlijk een paar jaar in Utrecht gewoond.
Op 3 maart 1642 volgde Pollot zijn overleden broer Jean-Baptiste op als kamerheer van Frederik Hendrik. Op 10 oktober 1643 lieten hij en zijn oudste broer Vincent door notaris Willem Roomers in Den Haag een testament opmaken, waarin de ene broer de andere benoemde tot zijn erfgenaam. Hij was aanwezig bij het Beleg van Sas van Gent en werd na de overgave op 8 september 1644 door Frederik Hendrik naar Bourbon in Frankrijk gestuurd om gesprekken te voeren met koningin Henrietta Maria, de echtgenote van Karel I van Engeland. Op 15 mei 1645 werd hij commandant van het Fort Sint-Anna in de polder van Namen in Zeeuws-Vlaanderen. Na de dood van Frederik Hendrik op 14 mei 1647 overwoog hij vanwege zijn gezondheid om de militaire dienst te verlaten. Op 1 april 1648 werd hij door Frederik Hendriks weduwe Amalia van Solms benoemd tot "Hoffmeester van Onsen Huyse".
Pollot had veel kennis van fortificaties. Na 1650 schijnt hij diverse malen in Genève geweest te zijn om zijn vroegere stadgenoten daarover van advies te dienen. Rond 1659 vestigde hij zich voorgoed in Genève. Daar liet hij op 3 oktober 1668 zijn testament opmaken door notaris Balthasar Guenand. Hij overleed er vijf dagen later op 8 oktober 1668. Hij werd begraven in de Abdij van Sint-Petrus.

## René Descartes
Uit de correspondentie van Decartes en Pollot blijkt, dat zij elkaar voor het eerst in het voorjaar van 1637 in Breda hebben ontmoet. Al eerder had Pollot een aantal mensen leren kennen – onder wie Constantijn Huygens en Henricus Regius – die in de kring van Descartes verkeerden en hen mogelijk aan elkaar hebben voorgesteld.
Pollot was een van de eerste mensen die de wiskunde van Descartes begrepen. In maart 1638 had Descartes hem een van de zes speciaal gedrukte exemplaren van zijn Géométrie gestuurd met een brief waarin hij vijftien vragen van Pollot over zijn Discours beantwoordde. Op 19 augustus 1638 kwam het pakket weer terug. Men had het niet kunnen afleveren, omdat Pollot in juni krijgsgevangene was gemaakt. Descartes stuurde het vervolgens naar Huygens, met het verzoek om het aan Pollot te overhandigen zodra hij was vrijgelaten.
Op 6 oktober 1642 stuurde Descartes uit Endegeest een korte brief over Elisabeth van de Palts aan Pollot. Pollot had hem blijkbaar verteld dat zij zijn werk aan het lezen was. Descartes schrijft, dat het hem niet verbaast dat de intelligente prinses boeken over de metafysica leest en dat hij blij is dat zij zijn werk niet afkeurt. Hij laat weten dat hij, door de tussenkomst van Pollot, snel de eer hoopt te hebben om in Den Haag een buiging voor haar te maken en haar bevelen in ontvangst te nemen. Want, schrijft hij, "ik hecht meer waarde aan het oordeel van de prinses dan aan dat van de Heren Doctoren, die als maatstaf voor de waarheid liever de mening van Aristoteles nemen dan het bewijs van de rede".
Met de "Heren Doctoren" doelde Descartes onder anderen op Gisbertus Voetius en Martinus Schoock, met wie Henricus Regius en hij tussen 1640 en 1645 een aantal heftige polemieken hebben gevoerd over de nieuwe filosofie en de ontwikkelingen in de natuurwetenschap. Toen het conflict in Utrecht in juni 1643 dreigde uit te lopen op een rechtszaak wegens smaad, gaf Pollot aan Descartes het advies om de bescherming te zoeken van Gaspard Coignet de La Thuillerie, de Franse ambassadeur in Den Haag, en via hem aan Frederik Hendrik te vragen om in het geschil te bemiddelen. Mogelijk heeft hij Descartes ook in contact gebracht met Dirk Graswinckel, de juridisch adviseur van de stadhouder.
Pollot lijkt een actief verzamelaar van de geschriften van Descartes te zijn geweest. Met Huygens ruilde hij een kopie van de correspondentie van Descartes met Libertus Fromondus (1587-1653) voor een kopie van Explication des engins (in 1668 uitgegeven als Traité de la méchanique). Na de dood van Descartes gaven hij en Anthony Studler van Zurck hun handgeschreven kopieën van het Traité de l’homme aan Florentius Schuyl (1619-1669), die het in 1662 in het Latijn publiceerde onder de titel De homine. Als tegenprestatie kreeg Pollot van Schuyl een microscoop.